# Cheb Sahraoui
Mohammed Sahraoui (en arabe : محمد الصحراوي),  connu sous le nom de scène de Cheb Sahraoui puis Sahraoui, est un chanteur algérien de raï né à Tlemcen le 1er avril 1961. Il est influencé par le père du raï moderne Messaoud Bellemou. Il est le premier chanteur qui a exporté le raï aux États-Unis et formé un duo fameux avec Chaba Fadela.

## Biographie

### Début
Cheb Sahraoui entame sa carrière musicale dès son jeune âge. Il est un pianiste hautement qualifiée qui a étudié au conservatoire de la musique d'Oran pendant quatre ans, il a été le premier artiste de raï à incorporer un synthétiseur dans ses arrangements. Son premier succès, "Ana Mahlali Noum" (Je n'apprécie plus le sommeil) également le premier succès de son épouse, Chaba Fadela est sorti en 1978.

### Le duo Fadéla-Sahraoui
Son premier succès « N’sel Fik » voit le jour en 1983 aux côtés de son épouse et chanteuse Chaba Fadela. Très vite il devient célèbre et enchaîne d'autres tubes comme « Ma Andi Zhar Maak » (Je n'ai pas de chance avec toi). Le duo a eu une aura international pendant plus d'une décennie et demie.
En 1986, le public européen le découvre pour la première fois au mythique concert de Bobigny aux côtés de la star du raï à l’époque Cheb Khaled. Mais il est le premier artiste de raï qui a fait une tournée en Amérique du Nord, il a constamment élargi les traditions musicales du raï.
En 1994 et à la suite de l'assassinat du chanteur Cheb Hasni, Sahraoui a émigré en France avec quelques autres chanteurs.

### Carrière solo
A la fin des années 90 Cheb Sahraoui devenue Sahraoui tout court entame une nouvelle carrière en solo, son premier album "Un Homme Libre (A Free Man)", est sorti en 2000. Il a relancé sa carrière musicale en chantant des classiques du raï et des Beatles à Oran.